# 实词
语言学中，實詞是句子结构中有实际意义的詞類，属于开放性词类，即无法穷举其所有成员。與虚词不同，虚词大部分没有实际意义，属于封闭性词类，作为联系其他实词的存在。
词类的划分具有差异性，例如代詞在汉语是實詞中體詞的範疇，在英语常分为虛詞。

## 分类

### 汉语
根據組合能力的不同可以把實詞分為體詞、謂詞、加詞三類，體詞包括名詞、數詞、量詞和代詞，謂詞包括動詞和形容詞；加詞包括區別詞和副詞。